# مینا وایلی
مینا وایلی (به انگلیسی: Mina Wylie) (زادهٔ ۱۸۹۱) شناگر اهل استرالیا است.